# Liste der denkmalgeschützten Objekte in Lochen am See
Die Liste der denkmalgeschützten Objekte in Lochen enthält die 7 denkmalgeschützten, unbeweglichen Objekte der Gemeinde Lochen am See im Bezirk Braunau am Inn.

## Denkmäler
| Foto |                 | Denkmal                                                                                                  | Standort                              | Beschreibung | Metadaten |
| ---- | --------------- | --- | ------------------------------------- | --- | --- |
| ja   | Datei hochladen | Kath. Pfarrkirche Mariae Himmelfahrt und Friedhof HERIS-ID: 52385 Objekt-ID: 59006                       | Ringstraße 1 Standort KG: Lochen      | Die einschiffige gotische Kirche mit Strebepfeilern weist einen Turm auf, der in seiner jetzigen Form allerdings aus dem 19. Jahrhundert stammt. Das Innere wurde im 18. Jahrhundert vollständig barockisiert. Die Deckengemälde stammen von Wilhelm Hauschild, der Hochaltar wird Meinrad Guggenbichler zugeschrieben.     | BDA-Hist.: Q17325686 Status: § 2a Stand der BDA-Liste: 2025-06-30 Name: Kath. Pfarrkirche Mariae Himmelfahrt und Friedhof GstNr.: 1 Pfarrkirche Lochen                         |
| ja   | Datei hochladen | Kriegerdenkmal HERIS-ID: 67338 Objekt-ID: 80289                                                          | Ringstraße Standort KG: Lochen        | | BDA-Hist.: Q38116430 Status: § 2a Stand der BDA-Liste: 2025-06-30 Name: Kriegerdenkmal GstNr.: 10                                                                              |
| ja   | Datei hochladen | Viereckschanze HERIS-ID: 42558 Objekt-ID: 43147                                                          | bei Stullerding 1 Standort KG: Lochen | Bei einer Grabungskampagne der Oberösterreichischen Landesmuseen und der Universität Salzburg konnten keine Funde gemacht werden, die älter als aus dem 17. und 19. Jahrhundert waren. Die früher als latènezeitlich vermutete Anlage dürfte im Zuge des Spanischen Erbfolgekrieges zwischen 1702 und 1706 entstanden sein. | BDA-Hist.: Q38003210 Status: Bescheid Stand der BDA-Liste: 2025-06-30 Name: Viereckschanze GstNr.: 300, 301                                                                    |
| BW   | Datei hochladen | Käsereimuseum Höflmaier HERIS-ID: 67357seit 2025                                                         | Kerschham 11 Standort KG: Oberweissau | | BDA-Hist.: Q135167825 Status: Bescheid Stand der BDA-Liste: 2025-06-30 Name: Käsereimuseum Höflmaier GstNr.: 130                                                               |
| ja   | Datei hochladen | Kath. Filialkirche hl. Kreuz HERIS-ID: 67337 Objekt-ID: 80288                                            | Gebertsham Standort KG: Tannberg      | Kleine spätgotische Kirche aus dem Anfang des 16. Jahrhunderts mit Dachreiter. Bemerkenswert die 1986 aufgedeckten Wandmalereien aus der Bauzeit. Bemerkenswert der spätgotische Flügelaltar. | BDA-Hist.: Q17321644 Status: § 2a Stand der BDA-Liste: 2025-06-30 Name: Kath. Filialkirche hl. Kreuz GstNr.: 3001 Filialkirche Gebertsham                                      |
| ja   | Datei hochladen | Straßenkapelle beim Schmidhausergut HERIS-ID: 38267 Objekt-ID: 37783                                     | bei Reitsham 5 Standort KG: Tannberg  | Die Schmiedhausl-Kapelle (Klampferkapelle) hat ein marmornes Renaissanceportal (ursprünglich von Schloss Mattighofen). Innen zwei Holzschnitzbilder und guterhaltene Reste der Wandmalerei. Dabei eine Winterlinde (Naturdenkmal 343). Am Richtstättenweg Lochen.                                                           | BDA-Hist.: Q37980286 Status: Bescheid Stand der BDA-Liste: 2025-06-30 Name: Straßenkapelle beim Schmidhausergut GstNr.: 3119 Klampferkapelle, Reitsham                         |
| ja   | Datei hochladen | Kath. Filialkirche hll. Johannes der Täufer und Johannes der Evangelist HERIS-ID: 52025 Objekt-ID: 57983 | Astätt Standort KG: Wichenham         | Die Kirche ist ein kleiner, spätgotischer Steinbau mit einem Dachreiter (mit barockem Zwiebelhelm) und einer angebauten Sakristei. Das Innere stammt vollständig aus dem frühen 18. Jahrhundert, auch wurde eine Flachdecke eingezogen und die gotischen Gewölberippen abgeschlagen.                                        | BDA-Hist.: Q17321642 Status: § 2a Stand der BDA-Liste: 2025-06-30 Name: Kath. Filialkirche hll. Johannes der Täufer und Johannes der Evangelist GstNr.: 38 Filialkirche Astätt |
| ja   | Datei hochladen | Roiderkapelle HERIS-ID: 111977 Objekt-ID: 130016seit 2013                                                | bei Astätt 39 Standort KG: Wichenham  | Die südlich der Straße von Astätt nach Lochen liegende Roider- oder Wieskapelle (gegeißelter Heiland in der Wies) ist im Jahre 1747 von den Eheleuten Sebastian und Barbara Landerbacher errichtet worden. | BDA-Hist.: Q37828006 Status: Bescheid Stand der BDA-Liste: 2025-06-30 Name: Roiderkapelle GstNr.: 125 Roiderkapelle, Wichenham                                                 |